# Dohm-Lammersdorf
Dohm-Lammersdorf est une municipalité du Verbandsgemeinde Hillesheim, dans l'arrondissement de Vulkaneifel, en Rhénanie-Palatinat, dans l'ouest de l'Allemagne.